# Чистопілля (Ніжинський район)
Чистопілля — селище в Україні, у Новобасанській сільській громаді Ніжинського району Чернігівській області.

## Історія
Засноване ймовірно на початку 1930-х рр. в роки насильницької колективізації. До 1932 р. - в складі Лехнівського району Київської області, у 1935-1959 рр. -  у складі Новобасанського району Чернігівської області. На картах РСЧА 1935-1941 рр. - під назвою Радгосп Жовтневої Революції. Перейменований у Чистопілля - ? року.

## Населення

### Мова
Розподіл населення за рідною мовою за даними перепису 2001 року:
| Мова       | Кількість | Відсоток |
| ---------- | --------- | -------- |
| українська | 119       | 97.54%   |
| білоруська | 2         | 1.64%    |
| російська  | 1         | 0.82%    |
| Усього     | 122       | 100%     |